# Geneviève Lalonde
Geneviève Lalonde (* 5. September 1991 in Montreal) ist eine kanadische Leichtathletin, die im Mittelstrecken- und Hindernislauf an den Start gehrt. Sie ist Rekordhalterin ihres Landes über 3000 m Hindernis und wurde 2019 Panamerikaspielesieger in dieser Disziplin.

## Sportliche Laufbahn
Erste internationale Erfahrungen sammelte Geneviève Lalonde bei den Jugendweltmeisterschaften 2007 in Ostrava, bei denen sie in 4:30,90 min den zehnten Platz im 1500-Meter-Lauf belegte. Bei den Crosslauf-Weltmeisterschaften 2008 in Edinburgh wurde sie in 21:35 min 36. der U20-Wertung. Anschließend erreichte sie bei den Commonwealth Youth Games in Pune Platz fünf im 3000-Meter-Lauf sowie Rang sechs über 1500 Meter. Bei den Crosslauf-Weltmeisterschaften 2009 in Amman konnte sie ihren Lauf nicht beenden. 2010 schied sie bei den Juniorenweltmeisterschaften im heimischen Moncton mit 4:19,20 min im Vorlauf aus und wurde in 9:57,74 min Sechste im Hindernislauf. Bei der Sommer-Universiade in Shenzhen 2011 belegte sie in 10:09,43 min Platz elf und bei den U23-NACAC-Meisterschaften 2012 in Irapuato in 10:56,38 min Platz vier. 2013 gewann sie bei den Spielen der Frankophonie in Nizza in 9:53,35 min die Bronzemedaille.
Zwei Jahre darauf gewann sie bei den Panamerikanischen Spielen in Toronto in 9:53,03 min die Bronzemedaille hinter den beiden US-Amerikanerinnen Ashley Higginson und Shalaya Kipp. Damit qualifizierte sie sich auch für die Weltmeisterschaften in Peking, bei denen sie mit 9:36,83 min im Vorlauf ausschied. Im Jahr darauf nahm sie erstmals an den Olympischen Spielen in Rio de Janeiro teil und belegte dort in 9:41,88 min im Finale den 16. Platz. 2017 gelangte sie bei den Weltmeisterschaften in London bis in das Finale, in dem sie mit 9:29,99 min den 13. Platz belegte. Bei den Hallenweltmeisterschaften in Birmingham belegte sie in 9:03,91 min den elften Platz über 3000 Meter. Anschließend belegte sie bei den Commonwealth Games im australischen Gold Coast in 9:46,68 min Rang sieben. Bei den Crosslauf-Weltmeisterschaften 2019 in Aarhus gelangte sie nach 38:10 min auf Rang 20. Anfang August siegte sie bei den Panamerikanischen Spielen in Lima mit einem neuen Spielerekord von 9:41,45 min. Anschließend erreichte sie bei den Weltmeisterschaften in Doha das Finale und klassierte sich dort mit 9:32,92 min auf dem 14. Platz. 2021 nahm sie erneut an den Olympischen Sommerspielen in Tokio teil und wurde dort mit neuem Landesrekord von 9:22,40 min im Finale Elfte. 
In den Jahren von bis 2019 wurde Lalonde kanadische Meisterin über 3000 m Hindernis. Sie absolvierte ein Geographiestudium an der University of Guelph. Ihr Vater Marc Lalonde war als Squashspieler aktiv.

## Persönliche Bestzeiten
- 1500 Meter: 4:08,54 min, 7. Juni 2019 in Guelph
  - 1500 Meter (Halle): 4:18,80 min, 27. Januar 2018 in Montreal
- Meile: 4:29,99 min, 18. Juli 2021 in Mission Viejo
- 3000 Meter: 9:21,7 min, 15. Mai 2021 in Victoria
  - 3000 Meter (Halle): 8:49,78 min, 10. Februar 2018 in Boston
- 5000 Meter: 15:48,60 min, 29. Mai 2021 in Burnaby
- 3000 m Hindernis: 9:22,40 min, 4. August 2021 in Tokio (Kanadischer Rekord)